# Jes Wienberg
Jes Wienberg (født 1956 i Silkeborg) er en dansk-svensk arkæolog, der særligt har beskæftiget sig med kirkearkæologi.
Jes Wienberg studerede middelalderarkæologi på Aarhus Universitet og blev færdig som kandidat i 1983. Han skrev en ph.d. på Lunds universitet om gotisering af de omkring 2700 middelalderkirker i Danmark som han afsluttede 1993. Han har været tilknyttet Institutionen för arkeologi och antikens historia ved Lunds universitet sidan 1984. Han blev lektor i 1992, og udnævnt som docent i 1995. I 2000 blev han professor.
Jes Wienberg er gift med arkæologen, Bodil Petersson (født 1967), som er professor ved Linnéuniversitetet (sv) i Kalmar.

## Hæder
- Medlem af Vetenskapssocieteten i Lund (LVSL, 1997)[2]
- Medlem af Kungliga Humanistiska Vetenskapssamfundet i Lund